# Brandscheid (Westerwald)
Pour les articles homonymes, voir Brandscheid.
Brandscheid est une municipalité de la Verbandsgemeinde de Westerburg, dans l'arrondissement de Westerwald, en Rhénanie-Palatinat, dans l'ouest de l'Allemagne.